# Iyar
Iyar (hebraico: אִייָר ou אִיָּר, Padrão iyyar Tibério ʾiyyār, Árabe:ﺃ ﯦﺎ ﺮ ayyar, eyyar; do Acádio  ayyaru, significando "desabrochar, florescer") é o oitavo mês do ano civil, e o segundo mês do ano eclesiástico no calendário hebraico. O nome é babilônico de origem. Na Bíblia, é chamado Ziv ou Zive que significa luz ou brilho.
É um mês de primavera de 29 dias. Iyar geralmente cai em abril-maio no calendário gregoriano. O significado do nome é luz ou brilho.